# Pejangganan
Pejangganan is een bestuurslaag in het regentschap Gresik van de provincie Oost-Java, Indonesië. Pejangganan telt 984 inwoners (volkstelling 2010).